# Acidofilo (istologia)
Acidofilo è un termine usato dagli istologi per descrivere un particolare modello di colorazione di cellule e tessuti quando si utilizzano coloranti di ematossilina ed eosina. In particolare, il nome si riferisce a strutture che "amano" l'acido e lo assorbono prontamente. Più specificamente, l'acidofilia può essere descritta da gruppi cationici di proteine molto spesso nella cellula che reagiscono prontamente con le macchie acide.
Descrive l'aspetto microscopico di cellule e tessuti, visti al microscopio, dopo che una sezione istologica è stata colorata con un colorante acido. Il colorante più comune è l'eosina, che colora di rosso le sostanze acidofile ed è la fonte del relativo termine eosinofilo. Si noti che una singola cellula può avere sia sostanze/organelli acidofili che sostanze/organelli basofili, anche se storicamente alcune hanno avuto così tanto di una colorazione che la cellula stessa è chiamata eosinofila.